# Gate (серия романов)
Gate: Jieitai Kano Chi nite, Kaku Tatakaeri (яп. ゲート 自衛隊 彼の地にて、斯く戦えり гэ:то дзиэйтай кано ти нитэ, каку татакаэри, «Врата: там бьются наши воины») — серия ранобэ японского писателя Такуми Янаи (яп. 柳内たくみ), первый том которой был издан в 2006 году издательством AlphaPolis. В июле 2011 года начала издаваться манга-адаптация книг, нарисованная Сатору Сао (яп. 竿尾悟), а также 3 другие манги на побочные сюжеты в 2015 году. На студии A-1 Pictures было создано аниме Gate, первая серия которого была показана по телевидению 3 июля 2015 года.

## Сюжет
В Токио открывается портал от другого мира, и оттуда появляется легион солдат и монстров, готовых напасть на город. Благодаря техническому превосходству в вооружении и удачной тактике, силы самообороны (вооружённые силы Японии) легко отражают атаку врага, проходят через ворота, и заставляют вражескую империю начать мирные переговоры. Главным героем истории является Ёдзи Итами, один из японских военных. Его посылают исследовать чужой мир, в котором существуют магия, драконы и эльфы.

## Публикации

### Книги
Писатель Такуми Янаи, сам состоявший в силах самообороны Японии, публиковал Gate на сайте www.mai-net.net с апреля 2006 по июнь 2009 года под псевдонимом Тодоку Такусан (яп. とどく＝たくさん). В 2010 году компания AlphaPolis договорилась о публикации книги. Первые два тома были слегка изменены, чтобы сделать их менее националистическими, третий и последний — переписан и расширен до пяти томов. Эти книги были опубликованы между 12 апреля 2010 и 22 декабря 2011 года, с иллюстрациями Дайсукэ Идзуки. С тех пор серия была продолжена ещё на 5 дополнительных томов («гайдэнов»). В декабре 2012 года AlphaPolis переиздала серию в формате лайт-новел. Каждый том был разбит на два более маленьких, подходящих для формата бункобон, с новой обложкой и иллюстрациями Куродзиси (яп. 黒獅子).